# Canhotinho (ort)
Canhotinho är en ort i Brasilien.   Den ligger i kommunen Canhotinho och delstaten Pernambuco, i den östra delen av landet, 1 500 km nordost om huvudstaden Brasília. Canhotinho ligger 529 meter över havet och antalet invånare är 12 074.
Terrängen runt Canhotinho är huvudsakligen platt, men söderut är den kuperad. Canhotinho ligger nere i en dal. Canhotinho är det största samhället i trakten.
Omgivningarna runt Canhotinho är en mosaik av jordbruksmark och naturlig växtlighet. Runt Canhotinho är det ganska tätbefolkat, med 65 invånare per kvadratkilometer.